# سازمان آتش‌نشانی لندن

نماد سازمان

سازمان آتش‌نشانی لندن «به انگلیسی: London Fire Brigade - به معنی تیپ آتش نشانی لندن» در سال ۱۸۶۵ آغاز به کار کرد. این سازمان دارای ۱۷ عضو است که تمامی آنان از سوی شهرداری لندن منصوب می‌گردند. ۸ نفر از مجلس لندن، ۸ نفر از بخش حوادث لندن و دو نفر نیز از شهرداری لندن در این گروه هستند. فعالیت‌های این سازمان بسیار گسترده می‌باشد.